# Szőke Szakáll
Szőke Szakáll kendt som S.Z. Sakall (født Gerő Jenő 2. februar 1884 i Budapest, Ungarn, død 12. februar 1955 i Los Angeles, Californien) var en veteran inden for tysk, ungarsk og britisk film frem til han forlod Europa efter Adolf Hitlers magtovertagelse i Tyskland. Han tog til USA, hvor han begyndte som filmskuespiller.

## Filmografi, ikke komplet
- The Devil and Miss Jones (1941)
- Ball of Fire (1941)
- Broadway (1942)
- Yankee Doodle Dandy (1942)
- Casablanca (1942)
- Thank Your Lucky Stars (1943)
- Wonder Man (1945)
- Christmas in Connecticut (1945)
- San Antonio (1945)
- In the Good Old Summertime (1949)
- Tea for Two (1950)
- Sugarfoot (1951)
- The Student Prince (1954)